# Steekmuggendoder
De steekmuggendoder (Crossocerus quadrimaculatus) is een vliesvleugelig insect uit de familie van de graafwespen (Crabronidae). De wetenschappelijke naam van de soort is voor het eerst geldig gepubliceerd in 1793 door Fabricius.